# Mormonia snowiana
Mormonia snowiana là một loài bướm đêm trong họ Noctuidae.